# Paddington (London)

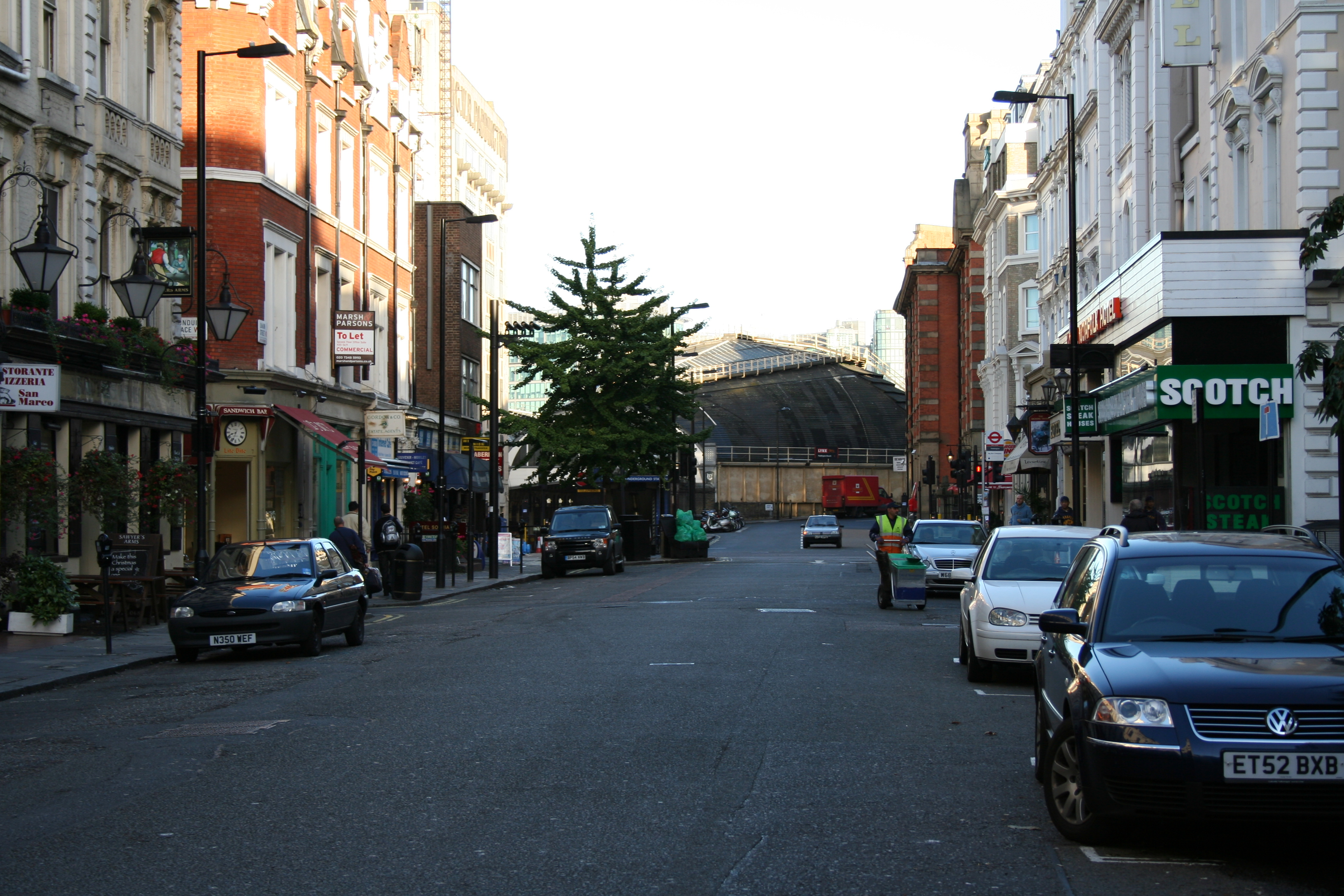
London Street in Paddington

Paddington ist ein Stadtteil von London im Bezirk City of Westminster. Der Name leitet sich vom altenglischen Padda für Patrick, ing für „Platz des“ und tun für „Farm, Anwesen“ ab und wurde erstmals im Jahr 1056 urkundlich erwähnt.

## Gebäude
Wichtige Gebäude in Paddington sind der Bahnhof Paddington, das St. Mary’s Hospital mit der zugehörigen Krankenpflegeschule und die Paddington-Green-Polizeistation, eine Hochsicherheitspolizeiwache. Am 10. Oktober 1992 verübte die IRA einen Bombenanschlag auf die Telefonzelle vor der Wache.

## Bevölkerung
Paddington ist eines der sozialen Zentren der vom indischen Subkontinent stammenden Menschen in London. Hier gibt es eine große Dichte an Lebensmittel- und anderen Geschäften und Restaurants indischer, pakistanischer und sri-lankischer Herkunft.

## Persönlichkeiten

### Söhne und Töchter des Stadtteiles
Aus Paddington stammt der Mathematiker und Kryptoanalytiker Alan Turing (1912–1954). Eine ihm gewidmete Gedenktafel befindet sich an seinem Geburtshaus am Warrington Crescent.
Paddington ist der Geburtsort des Landschaftsfotografen Charlie Waite, des Mathematikers William Burnside, des Sängers Seal, des Rennfahrers Mike Couper sowie der Schauspielerin Rhona Mitra.

### Personen in Verbindung mit dem Stadtteil
In Paddington wirkten mehrere bekannte Personen, darunter der Erfinder des Penicillins, Alexander Fleming, an den eine Plakette am St. Mary’s Hospital in der Praed Street erinnert. Edward Adrian Wilson, der Arzt, der auf der Antarktisexpedition mit Robert Falcon Scott umkam, lebte und arbeitete hier eine Zeit lang.
John Clifford (1836–1923) war als Pastor der Baptistengemeinde bis 1915 in Paddington tätig. Bekannt geworden ist er als Vertreter eines politisch engagierten und sozialen Christentums. 1905 wurde er zum ersten Präsidenten des Baptistischen Weltbundes berufen. Der Maler Lucian Freud wohnte von 1944 bis 1977 in Paddington.
Weiterhin ist Paddington der Wohnsitz Seals, Courtney Pines und Elvis Costellos, des Fußballspielers Les Ferdinand und der Schauspieler Emma Thompson und Rhona Mitra.

## Bezüge in der Literatur

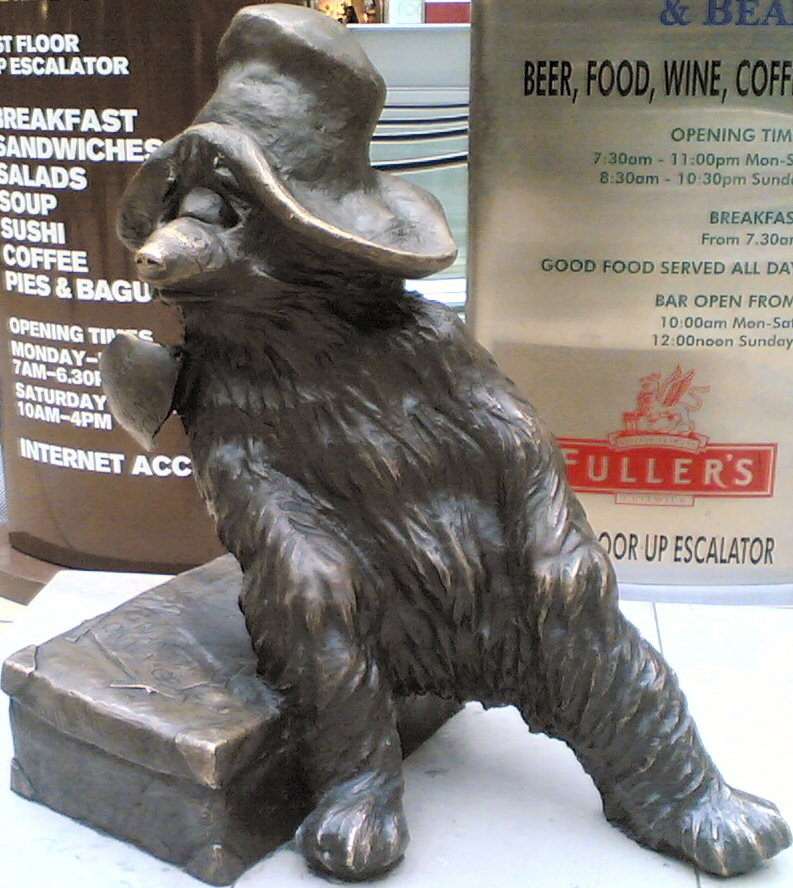
Skulptur von Paddington Bär im Bahnhof

Der wohl bekannteste Bezug zu Paddington wird in Michael Bonds Büchern über Paddington Bär hergestellt, der nach dem Bahnhof Paddington benannt ist.
Die Kriminalschriftstellerin Agatha Christie verwendete den Namen im Titel ihres Miss-Marple-Romans 16 Uhr 50 ab Paddington.
Zudem wird in Henry James’ Novelle In the Cage erwähnt, dass die junge Protagonistin ohne Namen den Paddingtoner Dialekt nachahmt (Kapitel 22–23).

## Bahnhof Paddington
Der Bahnhof Paddington ist einer der Hauptbahnhöfe Londons und wird meist von Pendlern aus dem Westen Londons (Slough, Maidenhead, Reading, Swindon) benutzt. Es bestehen Hauptverkehrsverbindungen nach Oxford, Bristol, Bath, Taunton, Exeter, Plymouth, Cornwall und Süd-Wales (Cardiff und Swansea) sowie mit dem Heathrow Express zum Flughafen Heathrow.
Auf Plattform 1 befindet sich unter der Bahnhofsuhr eine von Marcus Cornish geschaffene Skulptur von Paddington Bär.